# 紹蒂夫卡
46°42′26″N 34°29′9″E / 46.70722°N 34.48583°E
紹蒂夫卡（烏克蘭語：Шотівка）是位於烏克蘭南部的村莊，由赫爾松州海尼切斯克區的伊萬尼夫卡市鎮負責管轄。該村始建於1862年，面積59.2平方公里，海拔高度37米，2001年人口743，人口密度每平方公里12.5人。